# 남애초등학교
남애초등학교는 대한민국 강원특별자치도 양양군에 있는 초등학교다.

## 학교 연혁
- 1963.01.07 임호국민학교 남애분교장 설립인가
- 1965.08.19 남애국민학교 승격
- 1984.06.02 남애국민학교병설유치원 개원
- 1996.03.01 남애초등학교로 개칭
- 2014.02.13 제46회 졸업식 거행(졸업생 총수 1,385명)
- 2014.03.01 제15대 황재익 교장선생님 부임